# Popismus
Popismus: Šedesátá léta očima Andyho Warhola (v anglickém originále Popism: The Warhol Sixties) jsou memoáry amerického výtvarníka a režiséra Andyho Warhola. Spoluautorkou knihy byla Pat Hackett, která později editovala také knihu The Andy Warhol Diaries. Kniha se zaměřuje na období šedesátých let a věnuje se jak Warholově výtvarné, tak i filmové kariéře. Kniha původně vyšla v roce 1980 (nakladatelství Harcourt Brace Jovanovich). V češtině vyšla v roce 2016 (nakladatelství Argo) v překladu Jiřího Hanuše.